# Đại Hòa (Quảng Nam)
Đại Hòa is een xã in het district Đại Lộc, een van de districten in de Vietnamese provincie Quảng Nam.
Đại Hòa ligt op de noordelijke oever van de Thu Bồn. De Bà Rén takt zich in Đại Hòa van de Thu Bồn af.